# Фимофиси
Фимофисите (Phimophis) са род влечуги от семейство Смокообразни (Colubridae).
Таксонът е описан за пръв път от американския палеонтолог Едуард Дринкър Коуп през 1860 година.

## Видове
- Phimophis chui
- Phimophis guerini
- Phimophis guianensis
- Phimophis iglesiasi
- Phimophis scriptorcibatus
- Phimophis vittatus